# جوش لو
جوش لو (19 أغسطس 1989 بنوتنغهام في المملكة المتحدة - ) (بالإنجليزية: Josh Law)‏ هو لاعب كرة قدم بريطاني في مركزي الدفاع والوسط. لعب مع أولدهام أثلتيك ونادي ماذرويل ونادي يورك سيتي وAlfreton Town F.C. ‏ ونادي تشيسترفيلد.

## وصلات خارجية
- جوش لو على موقع قاعدة بيانات كرة القدم.إي يو (الإنجليزية)
- جوش لو على موقع Soccerbase.com (لاعب) (الإنجليزية)
- جوش لو على موقع Soccerway.com (الإنجليزية)